# Бакс Фіз (коктейль)
Бакс Фіз (англ. Buck's Fizz) — алкогольний коктейль на основі двох часток шампанського та одної частки апельсинового соку. Напій дуже схожий на інший коктейль — мімозу, що також містить ці два складники, проте у рівних пропорціях.

## Огляд
Напій отримав свою назву на честь джентльменського клубу Buck's Club у Лондоні, де його вигадали, як виправдання для раннього вживання алкоголю; вперше його подав у 1921 році бармен Малахі МакҐаррі (фігурує у творах Пелема Ґренвіля Вудгауза як бармен Бакс Клубу та Дроунз Клубу). Традиційно коктейль готують, змішуючи дві частки шампанського та одну частку апельсинового соку. В деяких старіших рецептах ще вказують гренадин як додатковий інгредієнт, проте у рецепті Міжнародної асоціації барменів його немає. Подейкують, що оригінальний рецепт Бакс Клабу містить додаткові інгредієнти, відомі лише його барменам.
Через чотири роки в Парижі винайшли коктейль «мімоза». До нього також входять ігристе вино та апельсиновий сік, проте у рівних пропорціях.
Бакс Фіз популярний на весіллях як менш алкогольна альтернатива шампанському. Його також рекламують, як вранішню «протиотруту» від похмілля. Ще він популярний у Великій Британії як сніданковий напій на Різдво.
У 1981 році цю назву взяв собі успішний британський поп-гурт, який згодом переміг на Євробаченні.